# Mittenothamnium trichopelmatum
Mittenothamnium trichopelmatum är en bladmossart som beskrevs av Jules Cardot 1913. Mittenothamnium trichopelmatum ingår i släktet Mittenothamnium och familjen Hypnaceae. Inga underarter finns listade i Catalogue of Life.